# C/2000 C6 (SOHO)
C/2000 C6 (SOHO) — одна з довгоперіодичних параболічних комет. Ця комета була відкрита 9 лютого 2000 року; вона мала 8.7m на час відкриття.